# Fjällpaddspindel
Fjällpaddspindel (Ozyptila arctica) är en spindelart som beskrevs av Kulczynski 1908. Fjällpaddspindel ingår i släktet Ozyptila och familjen krabbspindlar. Arten är reproducerande i Sverige. Inga underarter finns listade i Catalogue of Life.